# Nectandra heterotricha
Nectandra heterotricha är en lagerväxtart som beskrevs av J.G. Rohwer. Nectandra heterotricha ingår i släktet Nectandra och familjen lagerväxter. Inga underarter finns listade i Catalogue of Life.